# Ujedinjene velike lože Njemačke
Ujedinjene velike lože Njemačke (njem. Vereinigte Grosslogen von Deutschland), skraćeno VGLvD, su regularna slobodnozidarska velika loža i savez pet samostalnih velikih loža u Njemačkoj. Ova velika loža ima više od 15 tisuća članova u preko 500 loža.

## Povijest

### Pozadina
Slobodno zidarstvo je 1737. godine došlo na područje današnje Njemačke, države nastale od mnoštva manjih država. Sukladno tome, slobodnozidarske organizacije su se drugačije razvijale.
U najvećem dijelu tadašnje Njemačke, Kraljevini Pruskoj, osnovane su tri velike lože. Kasnije su nazvane staropruske velike lože: Velika nacionalna matična loža "Tri globusa" (osnovana 1740. godine, prva velika loža te postoji još danas), Velika državna loža slobodnih zidara Njemačke (osnovana 1770. godine) i Velika loža Pruske (osnovana oko 1752.). Nakon 1893. godine i druge njemačke velike lože osnivaju svoje lože u Pruskoj, poput Velike lože Hamburga. U Kraljevini Saskoj je osnovana Velika zemaljska loža Saske. U Kraljevini Bavarskoj velika loža bila je Velika loža "Sunce" u Bayreuthu.
Ideja o spajanju svih njemačkih velikih loža pojavila se još 1800., a 1877. godine pojavio se i izraz Ujedinjene velike lože Njemačke (Vereinigte Großlogen von Deutschland). Ipak, u 19. stoljeću su svi pokušaji dogovora propali zbog tradicionalnog partikularizma. Nakon 1933. godine uništeno je njemačko slobodno zidarstvo, koje je bilo podijeljeno na deset neovisnih velikih loža.

### Formiranje Ujedinjene velike lože
Nakon što je Drugi svjetski rat završio 1945. godine neke su se masonske lože uspjele obnoviti, ali samo u Berlinu i Zapadnoj Njemačkoj. U zonama koje je okupirao Sovjetski Savez i kasnije u Istočnoj Njemačkoj, oživljavanje masonerije je bilo nemoguće.
Dana 19. lipnja 1949. godine u zapadnoj Njemačkoj, 174 lože organizirane pod njemačkim velikim ložama ujedinile su se u Ujedinjenu veliku ložu Njemačke. Velika državna loža slobodnih zidara Njemačke i Velika nacionalna matična loža "Tri globusa" nastavile su po svojim starim tradicijama.
Nakon godina konstantnih napora i pomoći nekoliko stranih loža, među ostalima, Ujedinjene velike lože Engleske, došlo se 27. travnja 1958. godine do zajedničkog sporazuma kojim se ozvaničilo utemeljenje Ujedinjene velike lože Njemačke. Bio je to početak izgradnje jedinstvene za slobodno zidarstvo; jedinstvene u smislu da su se svih pet velikih loža koje su potpisale sporazum morale odreći samo dva svoja suverena prava: zastupljenosti svih njemačkih slobodnih zidara u stranim masonskim organizacijama i prema profanom svijetu. Velika nacionalna matična loža "Tri globusa", te Velika loža britanske masonerije u Njemačkoj i Američko-kanadska velika loža pridružile su se ovom sporazumu 1970. godine kao neovisne velike lože.

### Formiranje drugih velikih loža
Posije pada komunizma u istočnoj Europi, Ujedinjene velike lože su posebice bile aktivne na planu uspostave slobodnog zidarstva na ovom dijelu Europe. Tako su utemeljene Ujedinjena velika loža Bugarske (1997.), Velika loža Litve (2002.), Velika loža Latvije (2003.), kao i Regularna velika loža Srbije (1993.), Velika loža Crne Gore (2006. u suradnji s Velikom ložom Austrije i Velikim orijentom Italije), Velika loža Slovačke (2009. u suradnji s Velikom ložom Češke i Velikom ložom Austrije) te Nacionalna regularna velika loža Kneževine Monako (2010. u suradnji s Ujedinjenom velikom ložom Engleske i Nacionalnom velikom ložom Francuske).

## Ustroj
Sjedište Ujedinjenih velikih loža Njemačke je u Berlinu.

### Lože
Struktura Ujedinjenih velikih Njemačke loža uključuje sljedeće:
- 5 samostalnih velikih loža:
  - Velika loža drevnih i prihvaćenih slobodnih zidara Njemačke
  - Velika državna loža slobodnih zidara Njemačke – Red slobodnih zidara
  - Velika nacionalna matična loža "Tri globusa"
  - Velika loža britanske masonerije u Njemačkoj
  - Američko-kanadska velika loža
- tri pojedinačne masonske lože koje su pod izravnim nadzorom ove velike lože:
  - Istraživačka loža "Quatuor Coronati" (Forschungsloge "Quatuor Coronati") br. 808, Bayreuth – ova istraživačka loža nosi naziv po najstarijoj istraživačkoj Loži "Quatuor Coronati" br. 2076, osnovanoj 1886. godine pod zaštitom Ujedinjene velike lože Engleske (UGLE).
  - Loža "Bijeli ljiljan" (Loge "Zur weißen Lilie") br. 871[4]
  - Loža "Jacques de Molay i plamena zvijezda" (Loge "Jacob de Molay zum flammenden Stern") br. 249, Marburg, sa svoje tri deputacijske lože: Loža "Jacques de Molay i Sjevernjača" (Loge "Jacob de Molay zum Nordstern") br. 249a u Hamburgu, Loža "Jacques de Molay i zvijezda na jugu" (Loge "Jacob de Molay zum Stern im Süden") br. 249b u Erlangen i Loža "Jacques de Molay i zvijezda na zapadu" (Loge "Jacob de Molay zum Stern im Westen") br. 249c u Marburgu[5] – ove lože nose naziv po Jacques de Molay-u, posljednjem velikom majstoru Templarskog reda.

### Uprava
Ujedinjenim velikim ložama Njemačke upravlja veliki majstor (njem. Großmeister) koji se bira na trogodišnje razdoblje. Dosadašnji veliki majstori su:
1. Theodor Vogel (1958. – 1959.)
2. Friedrich August Pinkerneil (1959. – 1960.)
3. Konrad Merkel (1960. – 1961.)
4. Richard Müller-Börner (1961. – 1962.)
5. Friedrich August Pinkerneil (1962. – 1963.)
6. Willi Schulz (1963. – 1965.)
7. Werner Römer (1965. – 1966.)
8. Heinz Rüggeberg (1966. – 1968.)
9. Werner Römer (1968. – 1969.)
10. Willi Schulz (1969. – 1970.)
11. Hans Gemünd (1970. – 1971.)
12. Hermann Kehlenbeck (1971. – 1972.)
13. Friedrich Heller (1972. – 1975.)
14. Walter Veit (1975. – 1976.)
15. Hans Werner Schneider (1976.)
16. Günther Gall (1976. – 1977.)
17. Bernhard Rohland (1977. – 1978.)
18. Jürgen Holtorf (1978. – 1985.)
19. Ernst Walter (1985. – 1991.)
20. Rainer J. Schicke (1991. – 1997.)
21. Alfred F. Koska (1997. – 2003.)
22. Klaus Horneffer (2003. – 2006.)
23. Klaus-M. Kott (2006. – 2009.)
24. Rüdiger Templin (2010. – 2015.)
25. Christoph Bosbach (2015. – 2021.)
26. Michael Volkwein (od 2021.)

### Međunarodna suradnja
Ujedinjenih velikih Njemačke sudjeluju u radu Svjetske konferencije regularnih masonskih velikih loža. Također, potpisala je povelje o prijateljstvu i međusobnom priznavanju s oko 180 drugih regularnih velikih loža.

### Obredi
Velike lože upravljaju simboličkim stupnjevima plave lože (učenik, pomoćnik i majstor) i delegiraju upravljanje visokim stupnjevima na dodatna tijela i redove. Obredi koji se rade u plavoj loži su:
- Schröderov obred – Velika loža drevnih i prihvaćenih slobodnih zidara Njemačke
- Zinnendorfski obred – Velika državna loža slobodnih zidara Njemačke – Red slobodnih zidara
- Obred Tri globusa – Velika nacionalna matična loža "Tri globusa"
- Emulacijski obred – Velika loža britanske masonerije u Njemačkoj

## Pridružena tijela i redovi
Upravljanje visokim stupnjevima ova velika loža provodi u pridruženim tijelima i redovima, od kojih svaki predstavlja po jedan obred i na temelju potpisanih konkordata. Ova tijela i redovi su:
- Vrhovni veliki kapitel slobodnih zidara kraljevskog luka Njemačke (Oberstes Großkapitel der Maurer vom königlichen Bogen von Deutschland) – nadležan za rad kraljevskog luka.[6]
- Vrhovni veliki koncil slobodnih zidara kripte Njemačke (Oberstes Großkonzil der Kryptischen Maurer von Deutschland) – nadležan za rad kripte.[7]

Vrhovni veliki kapitel Njemačke je član Međunarodnog Generalnog velikog kapitela slobodnih zidara kraljevskog luka.
Vrhovni veliki koncil Njemačke je član Međunarodnog Glavnog velikog koncila slobodnih zidara kripte.

## Vanjske poveznice
- Službena stranica